# Krokek
Krokek is een plaats in de gemeente Norrköping in het landschap Östergötland en de provincie Östergötlands län in Zweden. De plaats heeft 4154 inwoners (2005) en een oppervlakte van 423 hectare.
Direct ten oosten van de plaats ligt dierentuin Kolmården.